# Asociación Mundial de Budistas

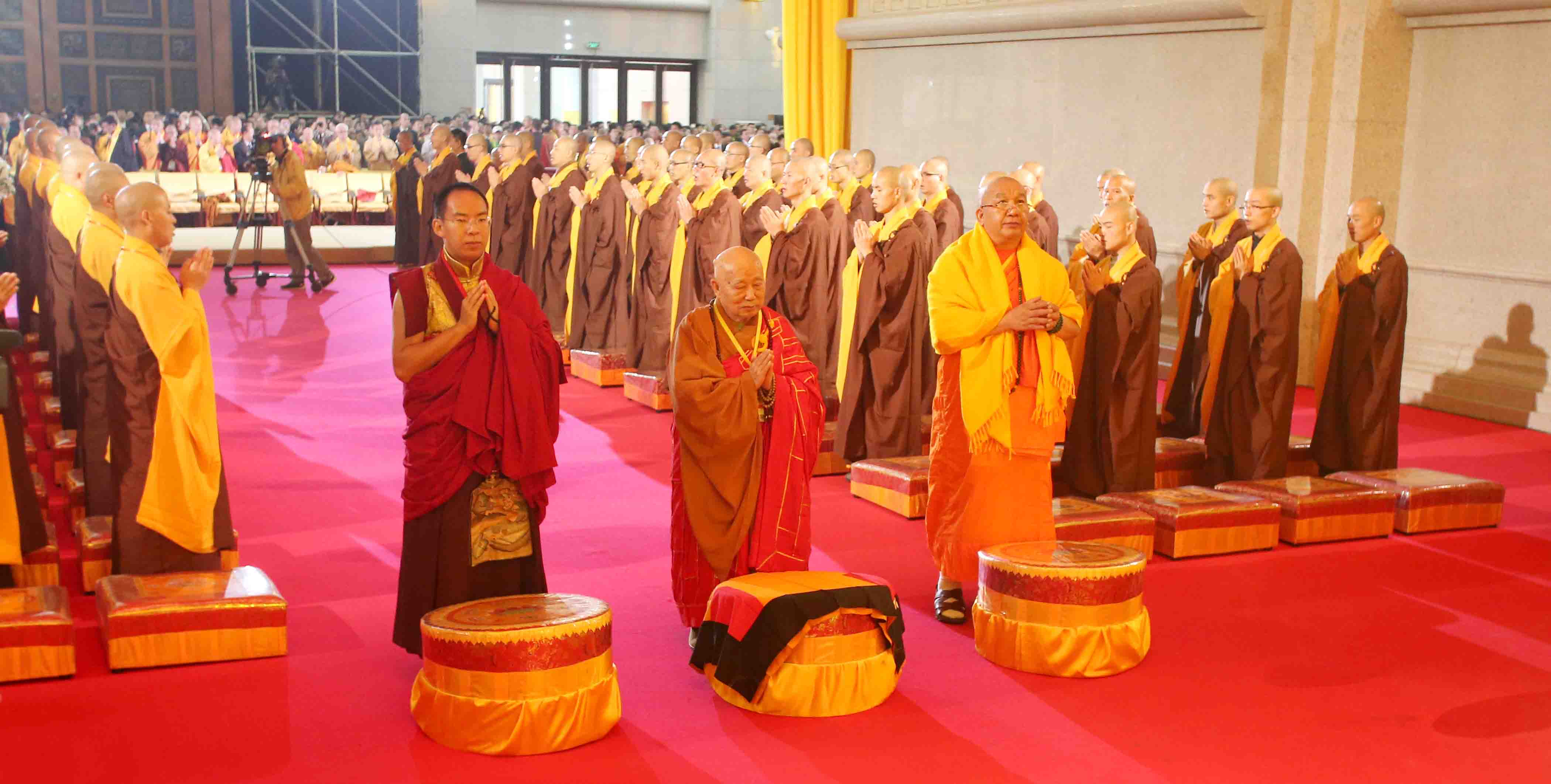
27ª Conferencia General de la Fraternidad Mundial de Budistas (WFB) en Baoji, Pekín, China.

La Fraternidad o Asociación Mundial de Budistas, conocida en inglés como la World Fellowship of Buddhists (WFB), es la organización budista más grande del mundo[cita requerida] y aglutina a la mayor parte de asociaciones budistas tanto Theravāda como Mahāyāna y Vajrayāna (tibetano). 
Se fundó en Colombo, Sri Lanka, en 1950 por representantes de 27 países, incluyendo al expresidente de la Sociedad Teosófica, coronel Henry Steel Olcott. No obstante los budistas theravāda tienen mucha influencia en la organización y casi todos los presidentes han sido de países budistas mayoritariamente theravāda. 
Su actual presidente es Phan Wannamethee, de Tailandia. 
La sede de la organización está en Bangkok, Tailandia, y administra la Universidad Mundial Budista, así como está vinculada al Concejo Mundial de la Sangha Budista. 
Principios de la organización:
- Promover el estricto seguimiento de las enseñanzas de Buda.
- Promover la solidaridad, hermandad y unidad entre budistas.
- Propagar la sublime doctrina de Buda.
- Organizar y realizar actividades en el campo del desarrollo social, cultural y educativo.
- Colaborar con otras organizaciones para fomentar paz, armonía y felicidad en la Tierra.

## Página web
- Página oficial
- Universidad Mundial Budista Archivado el 26 de mayo de 2008 en Wayback Machine.

- Datos: Q477716
- Multimedia: World Fellowship of Buddhists / Q477716